# Armando Aste

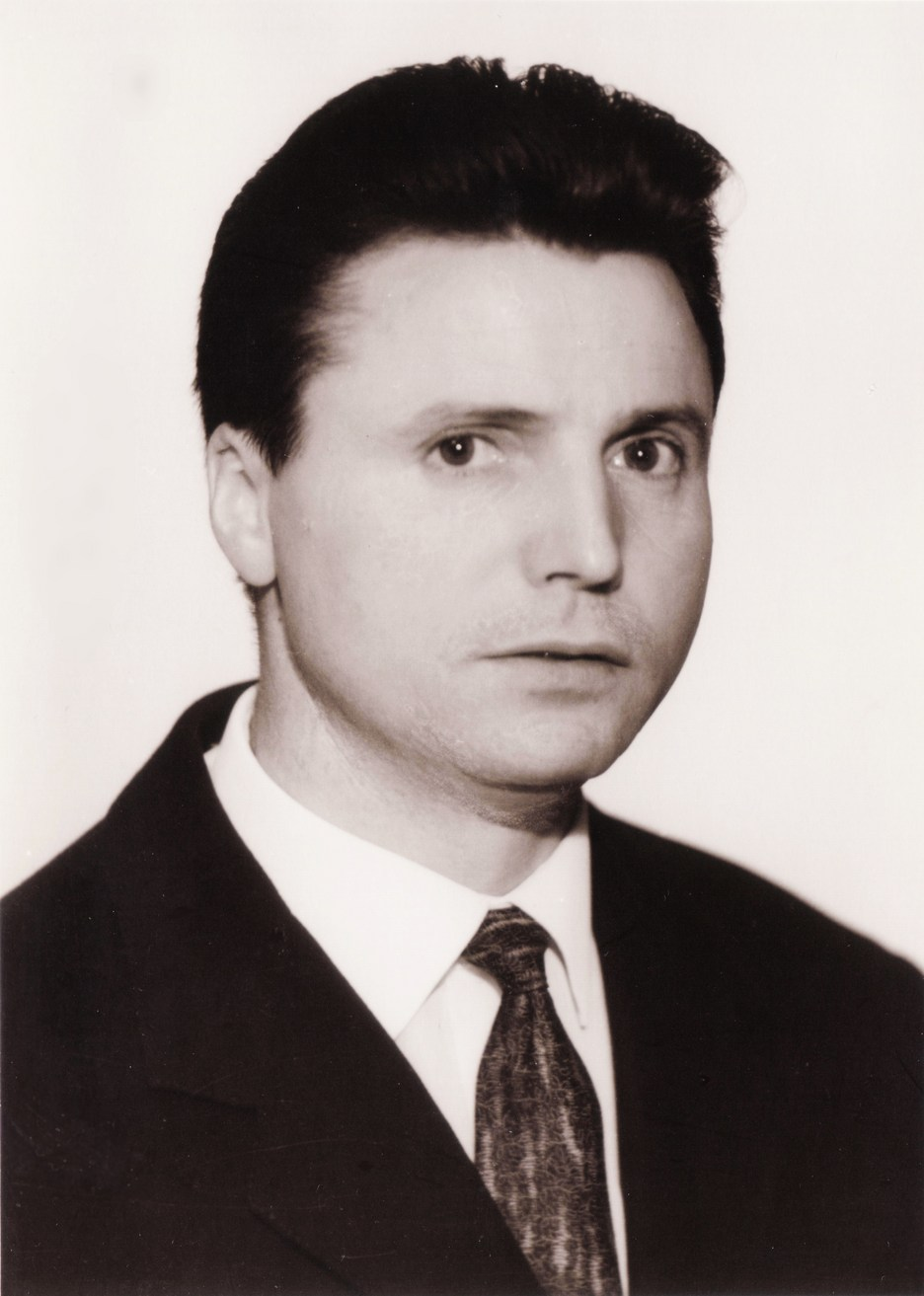
Armando Aste

Armando Aste (* 6. Januar 1926 in Rovereto; † 1. September 2017 ebenda) war einer der erfolgreichsten italienischen Alpinisten der Nachkriegszeit.
Er leitete die erste Besteigung der Eiger-Nordwand durch eine italienische Gruppe im Jahre 1962 (Armando Aste, Pierlorenzo Acquistapace, Gildo Airoldi, Andrea Mellano, Romano Perego and Franco Solina). Er erklomm auch als erster Bergsteiger den südlichen Turm der Torres del Paine (zu Deutsch ‚die Türme von Paine‘) in Patagonien. Auf Grund seiner zahlreichen Erstbegehungen an Bergen in den Dolomiten und den Anden wurden viele Kletterrouten nach ihm benannt (z. B. die Aste-Susatti-Route am Monte Civetta bei Belluno, Erstbegehung zusammen mit Fausto Susatti am 26. – 28. August 1954).
Weitere ausgewählte Erstbegehungen in den Dolomiten durch Armando Aste waren:
- Cima del Focobon, zusammen mit Franco Solina, 16. – 19. August 1958,
- Piz Seranto Südwand, mit Franco Solina, 10. – 15. August 1959,
- Crozzon di Brenta, mit Milo Navasa, 26. – 28. August 1959,
- Marmolada d’Ombretta, mit Franco Solina, 24. – 29. August 1964. Reinhold Messner wiederholte diese Route als erster, welche heute als „Aste-Route“ oder „Via dell’Ideale“ bekannt ist. Die erste Winterbesteigung führte Jerzy Kukuczka durch (17. – 23. März 1973).

## Schriften
- Cuore di Roccia. Manfrini Stampatori, Italien 1988.
- Pilastri del Cielo. Nordpress, Italien 2000.
- Commiato. Nuovi Sentieri, Italien 2014.
- Nella Luce dei Monti. Nuovi Sentieri, Italien 2015.